# Cosby (Leicestershire)
Pour les articles homonymes, voir Cosby.
Cosby est une paroisse civile et un village du Leicestershire, en Angleterre.